# Jasieniec (powiat Grójecki)
Jasieniec is een dorp in het Poolse woiwodschap Mazovië, in het district Grójecki. De plaats maakt deel uit van de gemeente Jasieniec en telt 1200 inwoners.